# 轴藜
轴藜（学名：Axyris amaranthoides）是苋科轴藜属的植物。分布在欧洲、俄罗斯、蒙古、日本、朝鲜以及中国大陆的新疆、青海、甘肃、陕西、山西、河北、内蒙古、辽宁、吉林、黑龙江等地，生长于海拔100米至3,200米的地区，多生于河边、荒地、草地、山坡、田间和路旁。

## 异名
- Axyris amaranthoides L. var. nana Wang-Wei et Fuh